# Русские воинские отряды Маньчжурской императорской армии
Русские воинские отряды Маньчжурской императорской армии (другое название — Российские воинские отряды Маньчжурской императорской армии) — вооруженные формирования из числа российских эмигрантов, живших в Маньчжурии. Существовали с конца 1943 года по август 1945 года.

## Планирование и создание
В декабре 1943 года японской военной миссией было принято решение о расширении российских отрядов, в том числе отряда «Асано». Было создано три отряда: 1-й Сунгарийский отряд; 2 -й Хандаохэцзийский отряд; 3-й Хайларский отряд. Во главе каждого отряда стоял русский штаб-офицер.

## Организация
Отряды делились на взводы.

## Состав
Набор в российские воинские отряды проводился путём мобилизации местной русскоязычной молодёжи и из россиян.

## Униформа
Чины российских воинских отрядов носили униформу армии Маньчжоу-Го, копию японской униформы — тип 98. Головным убором у рядовых служило кепи с пятиконечной звездой. Офицеры также использовали фуражку.

## Боевое применение
Участвовали в боях против Корейской армии освобождения в Манчжоу-го и сопредельных территориях. Участвовали в боевых операциях против китайских хунхузов («железнодорожных воинов» — как они упоминаются в историографии КНР, бандитов и грабителей поездов — как о них говорится в историографии других стран). Участвовали в подавлении ряда случаев недовольства и беспорядков в войсках Маньчжоу-го.
В августе 1945 года отряды приняли участие в боях против Советских войск. Большая часть бойцов из них дезертировала, некоторая часть с оружием в руках перешла на сторону Красной армии.

## Переформирование и окончание деятельности
В июле 1945 года российские воинские отряды фактически были распущены. Собрать их обратно в полной мере в августе 1945 года не удалось. С окончанием Второй мировой войны и капитуляцией Японии, отряды прекратили своё существование.